# Стенсхувуд
Стенсхувуд (швед. Stenshuvud, то есть „голова Стена“), — национальный парк в Швеции, расположенный рядом с Чивиком, в лене Сконе, в коммуне Симрисхамн. Парк представляет собой одинокий холм высотой 97 метров, стоящий на балтийском побережье Швеции. Из-за равнинности прилегающего ландшафта холм заметен с больших расстояний и использовался мореплавателями как ориентир для навигации.
На вершине холма заметны остатки укрепления 6-7 вв., а у его подножия находится популярный пляж.

## Природа
Большая часть территории парка покрыта широколиственными лесами, в основном грабовыми. Кроме того, в парке есть луга, пустоши и болота. Из-за разнообразия ландшафтов, в парке богатые флора и фауна. Там можно увидеть сонь, иволг, квакш и прытких лягушек. На холме произрастают многие виды орхидей.